# Pericoptus
Pericoptus es un género de escarabajos grandes de la familia Scarabaeidae que comúnmente se encuentran en Nueva Zelanda. Se reconocen por lo menos cinco especies.

## Especies
- Pericoptus corumbaensis
- Pericoptus frontalis
- Pericoptus nitidulus
- Pericoptus punctatus
- Pericoptus stupidus
- Pericoptus truncatus